# 永和文庙
永和文庙，位于山西省临汾市永和县城内正大街东门巷，为明代古建筑。
2004年6月10日，公布为山西省文物保护单位，编号4-95。2013年5月公布为第七批全国重点文物保护单位。